# Delegacja do Kongresu USA stanu Floryda

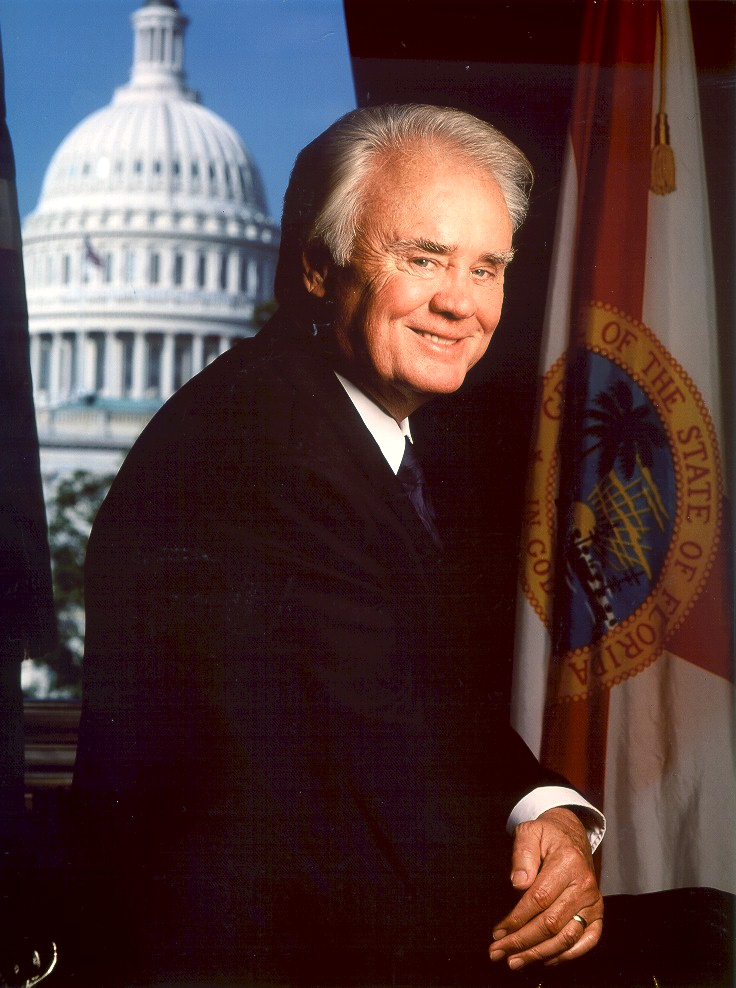
Reprezentant Bill Young jest najstarszym stażem kongresmanem ze stanu (od 1971)

Delegacja do Kongresu Stanów Zjednoczonych stanu Floryda liczy  27 kongresmenów (dwóch senatorów oraz 25 reprezentantów). Floryda została przyjęta do Stanów Zjednoczonych jako 27. stan dnia 3 marca 1845. Oficjalnie delegaci z Florydy po raz pierwszy zasiedli w Kongresie  podczas 29. Kongresu (1845–1847).
Czynne prawo wyborcze przysługuje tym Amerykanom, którym przysługuje prawo głosu w wyborach do stanowej Izby Reprezentantów (Florida House of Representatives).

## 111. Kongres (2009-11)
Większość obecnej delegacji Florydy do Kongresu USA stanowią członkowie reprezentujący Partię Republikańską, która ma 15 reprezentantów oraz jednego młodszego senatora.
Oto obecny skład delegacji Florydy do Kongresu Stanów Zjednoczonych:
| Senat | Senat          | Senat  | Senat            |
| Klasa | Senator        | Partia | Urzęduje od      |
| ----- | -------------- | ------ | ---------------- |
| 2     | Bill Nelson    | D      | 3 stycznia 2001  |
| 3     | George LeMieux | R      | 10 września 2009 |

| Izba Reprezentantów | Izba Reprezentantów      | Izba Reprezentantów | Izba Reprezentantów  |
| Okręg               | Reprezentant             | Partia              | Urzęduje od          |
| ------------------- | ------------------------ | ------------------- | -------------------- |
| 1                   | Jeff Miller              | R                   | 16 października 2001 |
| 2                   | Allen Boyd               | D                   | 3 stycznia 1997      |
| 3                   | Corrine Brown            | D                   | 3 stycznia 2005      |
| 4                   | Ander Crenshaw           | R                   | 3 stycznia 2001      |
| 5                   | Ginny Brown-Waite        | R                   | 3 stycznia 2003      |
| 6                   | Cliff Stearns            | R                   | 3 stycznia 1989      |
| 7                   | John Mica                | R                   | 3 stycznia 1993      |
| 8                   | Alan Grayson             | D                   | 3 stycznia 2009      |
| 9                   | Gus Bilirakis            | R                   | 4 stycznia 2007      |
| 10                  | Bill Young               | R                   | 3 stycznia 1971      |
| 11                  | Kathy Castor             | D                   | 3 stycznia 2007      |
| 12                  | Adam Putnam              | R                   | 3 stycznia 2001      |
| 13                  | Vern Buchanan            | R                   | 3 stycznia 2007      |
| 14                  | Connie Mack IV           | R                   | 3 stycznia 2008      |
| 15                  | Bill Posey               | R                   | 3 stycznia 2009      |
| 16                  | Tom Rooney               | R                   | 3 stycznia 2009      |
| 17                  | Kendrick Meek            | D                   | 3 stycznia 2003      |
| 18                  | Ileana Ros-Lehtinen      | R                   | 29 sierpnia 1989     |
| 19                  | Debbie Wasserman Schultz | D                   | 3 stycznia 2005      |
| 20                  | Robert Wexler            | D                   | 3 stycznia 1997      |
| 21                  | Lincoln Diaz-Balart      | R                   | 3 stycznia 1993      |
| 22                  | Ron Klein                | D                   | 3 stycznia 1997      |
| 23                  | Alcee Hastings           | D                   | 3 stycznia 1993      |
| 24                  | Suzanne Kosmas           | D                   | 3 stycznia 2009      |
| 25                  | Mario Diaz-Balart        | R                   | 3 stycznia 2003      |

## 110. Kongres (2007-09)
Podczas 110. Kadencji Kongresu Stanów Zjednoczonych Partia Republikańska zdobyła na Florydzie 16 mandatów reprezentacyjnych, a także wprowadziła do Senatu młodszego senatora Mela Martineza.

## Liczba Kongresmenów
Liczba delegatów ze stanu Floryda zmieniała się na przestrzeni lat. Obecnie stan ten, jak każdy inny, posiada 2 senatorów, natomiast od 2003 liczba reprezentantów niższej izby kongresu wzrosła do 25 przedstawicieli.

### Zmiany liczby kongresmenów
| - 1845–1873 – 1 - 1873–1903 – 2 - 1903–1913 – 3 - 1913–1933 – 4 - 1933–1941 – 5 - 1941–1943 – 6 - 1943–1953 – 8 - 1953–1963 – 12 | - 1963–1973 – 15 - 1973–1983 – 19 - 1983–2003 – 23 - od 2003 – 25 |  |